# Jiří Marek (sochař)
Jiří Marek (16. ledna 1914, Velké Meziříčí – 16. února 1993, Brno) byl český grafik a sochař.

## Biografie
Jiří Marek se narodil v roce 1914 ve Velkém Meziříčí, v letech 1930–1934 vystudoval Státní průmyslovou školu sochařskou a kamenickou v Hořicích a následně pokračoval ve studiu v ateliéru Bohumila Kafky na Akademii výtvarných umění v Praze, tam absolvoval v roce 1938. Během studia vycestoval studijně i do Mnichova a Paříže. Posléze se vrátil zpět do Velkého Meziříčí, kde působil jako sochař, v roce 1945 odešel do Brna, kde se nadále věnoval své práci. V roce 1955 byl oceněn Cenou osvobození města Brna a později obdržel i další ocenění. Věnoval se primárně bustám, náhrobkům, plastikám pro architekturu a dalšímu drobnému sochařskému umění. V roce 1987 byl jmenován zasloužilým umělcem.
Roku 1994 byla v Muzeu Velké Meziříčí otevřena stálá výstava Jiřího Marka, ve Velkém Meziříčí je po Jiřím Markovi pojmenována ulice Markova.
V Budišově na hřbitově je od něj náhrobek a socha sv. Judy Tadeáše, pro Třebíč připravil bustu Tituse Kršky. V Brně jsou od něj plastiky v Pisárkách či Juliánově.
Jeho dcerou je sochařka Dana Marková a vnukem je sochař Jiří Marek mladší.

## Ocenění
- Cena osvobození města Brna, 1955
- Cena krajské členské výstavy SČSVU Brno, 1964
- Maudrova cena, 1940
- cena výstavy Socha 64, 1964
- Krajská cena A. Procházky, 1964
- Krajská cena J. Krohy, 1977
- Medaile Praha České mírové rady, 1983
- Stříbrná plaketa za zásluhy o rozvoj Jihomoravského kraje, 1984
- čestný titul zasloužilý umělec, 1987

## Výstavy

### Autorské
- 1944, Třebíč (společně s Imrichem Plekancem)[6]
- 1944, Velké Meziříčí (společně s R. Gajdošem)[6]
- 1983, Dům umění města Brna, Brno (Jiří Marek: Monumentální sochařská tvorba)
- 1983, Galerie Jaroslava Krále, Brno (Jiří Marek: Monumentální sochařská tvorba)
- 1984, PAX, Poznaň[6]
- 1987, Muzeum dělnického hnutí, Svitavy (Jiří Marek)
- 1988, Galerie Nová síň, Praha (Jiří Marek: Monumentální sochařská tvorba)
- 1990, Palác šlechtičen, Brno[6]
- 2001, Galerie F. A. Sporcka, Kuks (Sochaři tří generací, společně s Danou Markovou a Jiřím Markem mladším)[6]

### Kolektivní
- 1946, Topičův salon, Praha (Mladé české sochařství)
- 1947, Dům umění města Brna, Brno (Náboženské umění XX. století)
- 1955, Dům umění města Brna, Brno (Výtvarní umělci k 10. výročí osvobození)
- 1959, Dům umění města Brna, Brno (Výstava moravských výtvarníků)
- 1961, Dům umění města Brna, Brno (Členská výstava umělců Jihomoravského kraje)
- 1961, Uměleckoprůmyslové museum, Praha (Užité umění a průmyslové výtvarnictví (U příležitosti 40. výročí založení Komunistické strany Československa))
- 1962, Dům umění města Brna, Brno (Členská výstava SČSVU 1962 Brno)
- 1964, Dům umění města Brna, Brno (Členská výstava výtvarných umělců Jihomoravského kraje)
- 1966, Mánes, Praha (Brněnská bilance)
- 1967, Sala Dalles, Bukurešť (Expoziţia de pictură şi sculptură modernă cehoslovacă)
- 1967, Dům umění města Brna, Brno (Brněnský salón)
- 1968, Moravská galerie v Brně, Brno (Přírůstky českého moderního umění)
- 1969, Műcsarnok, Budapešť (Mai csehszlovák képzőművészet)
- 1970, Dům umění, Olomouc (Skupina Q)
- 1977, Moravská galerie v Brně, Brno (České sochařství 1900 - 1950 ze sbírek Moravské galerie v Brně)
- 1977, Dům umění města Brna, Brno (II. členská výstava krajské organizace Svazu českých výtvarných umělců Jihomoravského kraje)
- 1978, Galerie výtvarného umění, Hodonín (České sochařství 1900 - 1950 ze sbírek Moravské galerie v Brně)
- 1983, Dům umění města Brna, Brno (Architektura a výtvarné umění v Brně 1948-1983)
- 1984, Galerie Vincence Kramáře, Praha (Proměny kamene. 100 let Střední průmyslové školy kamenické v Hořicích)
- 1984, Dům umění města Brna, Brno (Drobná plastika v tvorbě jihomoravských výtvarníků)
- 1985, Dom kultúry, Bratislava (Vyznání životu a míru. Přehlídka československého výtvarného umění k 40. výročí osvobození Československa Sovětskou armádou)
- 1985, Dům umění města Brna, Brno (Výtvarní umělci Jihomoravského kraje: Výstava ke 40. výročí osvobození Československa Sovětskou armádou)
- 1985, Praha (Vyznání životu a míru. Přehlídka československého výtvarného umění k 40. výročí osvobození Československa Sovětskou armádou)
- 1986, Dům umění města Brna, Brno (Výzva 1986, Výtvarné dialogy o minulosti a přítomnosti lidstva, Výstava k Mezinárodnímu roku míru)
- 1987, Galerie Jaroslava Fragnera, Praha (Ústředí uměleckých řemesel Praha)
- 1988, Slovenská národná galéria, Bratislava (Ústredia umeleckých remesiel Bratislava)
- 1991, Dům umění města Brna, Brno (Sdružení Q)
- 1992, Dům umění města Brna, Brno (Možnosti drobné plastiky)